# Opava
Opava (tyska: Troppau) är en stad i Tjeckien, belägen vid Opavafloden. Den var historisk huvudstad i Tjeckiska Schlesien, men ligger nu i regionen Mähren-Schlesien. Staden hade 57 676 invånare den 1 januari 2016.

## Historia
Opvava omnämndes tidigast 1185 som tysk koloni i närheten av borgen Grätz (Gradec) och blev 1224 stad. Ottokar II av Böhmen förlänade det med kringliggande område 1261
som furstendöme åt sin naturlige son Nikolaus. 1377
delades detta i furstendömena Jägerndorf, Leobschütz
och Troppau, vilka 1460 genom köp tillföll konung Georg Podiebrad i Böhmen och 1485 genom byte konung Mattias I Corvinus i Ungern. 1501 köptes det av konung Vladislav av Böhmen, som 1511 införlivade Troppau med detta land, varefter det 1526 genom ärkehertig Ferdinand av Österrike som kung av Böhmen kom i habsburgarnas ägo och sedermera delade Schlesiens öde. 1613 förlänades
Troppau som ärftligt län åt huset Liechtenstein, och 1849 blev det huvudstad i österrikiska kronlandet Schlesien.
20 oktober–20 december 1820 hölls i Troppau, på grund av revolutionen i Neapel, en kongress, till vilken stormakternas ombud, Österrikes och Rysslands kejsare samt Preussens kung infann sig och där dessa tre förband sig att bekämpa de revolutionära rörelserna, främst i Neapel.
Under österrikiskt styre var Troppau säte för landsregering och lantdag, landsdomstol samt handels- och industrikammare.